# 叶恭弘
叶 恭弘（かのう やすひろ、1970年〈昭和45年〉12月16日 - ）は、北海道十勝地方出身の日本の漫画家。
1992年に『週刊少年ジャンプ増刊』1992 AUTUMNに読切作品「BLACK CITY」が掲載後、『週刊少年ジャンプ』およびその増刊号で作品発表を続け、2002年『プリティフェイス』、2006年『エム×ゼロ』、2011年『鏡の国の針栖川』、2014年『KISS×DEATH』、2020年『きるる KILL ME』をそれぞれ連載。

## 経歴
高校時代まで北海道で過ごす。投稿作「BLACK CITY」が1992年1月期第83回ホップ☆ステップ賞にて入選、同作がそのまま『週刊少年ジャンプ増刊』1992 AUTUMNに掲載され、好評を博す。
それ以降、『週刊少年ジャンプ（WJ）』や増刊誌で読切作品を発表し続け、1996年には短編集『BLACK CITY』を発刊。その他、夢幻原作の『MIDNIGHT MAGIC』の読切漫画と小説の挿絵を担当。
その後、叶自身が「年平均一本というノロノロペース」と述べる執筆間隔で読み切り作品の発表を続け、2002年『週刊少年ジャンプ』24号より『プリティフェイス』を連載開始（2003年28号で連載終了）。
2003年に短編集第2弾『TOKYO ANTS』を発刊した後、いくつかの読切を発表する。『週刊少年ジャンプ』2006年23号より、『エム×ゼロ』を連載開始（2008年25号で連載終了）。また、同作連載中に3作目の短編集『Snow in the Dark』を発刊。
その後も、『赤マルジャンプ』や『ジャンプSQ』などで新作読切を発表。『週刊少年ジャンプ』2011年31号より、『鏡の国の針栖川』を連載開始（2012年10号で連載終了）。
『週刊ヤングジャンプ』2013年7号に初の青年雑誌向けとなる『ヴェツノバ』、『週刊少年ジャンプ』同年21号に『ぶらんにゅー SCHOOL DAY』、2014年のデジタル増刊号『ジャンプLIVE』2号に『WHITE東京』等、読切作品を中心に活動を続ける。
2014年9月より、ウェブコミック配信サイト『少年ジャンプ+』にて連載『KISS×DEATH』を開始（2018年4月で連載終了）。2020年2月より、『少年ジャンプ+』にて連載『きるる KILL ME』を開始(2022年、58話で休載することが発表され、2025年現在も休載中)。

## 作風
作風について
ラブコメ的な要素の強い作品を多く手がけているが、作者自身は描いていて楽しかった読切作品として（シリアスなストーリーの）「PROTO ONE」「Snow in the Dark」を挙げており「基本的に暗い話を描くのが好きなようだ」とのこと。
『エム×ゼロ』『鏡の国の針栖川』など連載作品を中心に、どちらかといえば非科学的な題材が多いが、本人は非科学的なものは信じないタイプ。ただ、映画や漫画ではそういうジャンルは大好きで「そういう（非科学的な）題材でないとなかなか見ようとは思わないくらい」と語る。
デジタル作画について
「仕事の遅い僕としては週刊連載というのはほとんど不可能に近い」と自評するほどゆっくりとした執筆ペースであり、作業時間短縮のために中期作品から3DCGやデジタル作画も積極的に取り入れている。
しかし、デジタル化の便利さは認めつつも、自身の手描きへのこだわりから「作画の快感が創作活動のエネルギーの一部なので、（『鏡の国の針栖川』で完全デジタル作画化したことを）少々後悔している」とコメントしている。

## 作品リスト
すべて2024年現在。

### 漫画作品
各作品の詳細などについてはリンク先の各記事を参照
- 掲載誌は全て集英社発行
- 『週刊少年ジャンプ』の増刊については「WJ増刊 《個別誌名》」の形で記載
- 掲載誌のソートは刊行頻度（週刊）を除いた名称で行う。また、『週刊少年ジャンプ』の増刊号については個別の誌名を無視し、「少年ジャンプの増刊号」としてソートする
- 「収」欄は収録単行本を「略号x-y」の形で記載。略号対応は#単行本を参照。「x」は収録巻、「y」は各単行本内での収録順を示す

|  | 連載作品 |  | 読切作品 |

|    | タイトル                                    | 種   | 掲載誌                                   | 収    | 備考 |
| -- | ------------------------------------------- | ---- | ---------------------------------------- | ----- | --- |
| 01 | BLACK CITY                                  | 読切 | WJ増刊 1992年オータムスペシャル          | 短1-1 | ジャンプデビュー作。超能力者達の戦いを描く                                                                            |
| 02 | 恵太二人                                    | 読切 | 週刊少年ジャンプ 1993年12号              | 短1-2 | 二重人格を持った暗殺者を描いた作品                                                                                    |
| 03 | MIDNIGHT MAGIC                              | 読切 | 週刊少年ジャンプ 1994年49号              | －    | 原作：夢幻。吸血鬼探偵の物語                                                                                          |
| 04 | PROTO ONE                                   | 読切 | WJ増刊 1995年オータムスペシャル          | 短1-3 | 平凡な家庭に育つ一郎の日常は、 彼そっくりの少年に出会った事で狂い始める。 作者渾身のシリアスSF作品                    |
| 05 | JEWEL OF LOVE                               | 読切 | WJ増刊 1996年WINTER                      | 短1-4 | 現実化したゲームキャラを描いた作品                                                                                    |
| 06 | 蝶 -swallow tail-                           | 読切 | WJ増刊赤マルジャンプ 1998WINTER          | 短2-4 | 絵柄を大きく変えたホラー漫画                                                                                          |
| 07 | ENMA                                        | 読切 | WJ増刊赤マルジャンプ 1999SUMMER          | 短2-2 | 嘘を見抜く能力を持った刑事の活躍を描く                                                                                |
| 08 | enma                                        | 読切 | 週刊少年ジャンプ 2000年25号              | 短2-3 | 原作：大河原遁、「ENMA」の前日談                                                                                      |
| 09 | TOKYO ANTS                                  | 読切 | WJ増刊赤マルジャンプ 2001WINTER          | 短2-1 | 超巨大企業の裏で暗躍するエージェント達「ANTS(蟻)」を描いた作品                                                        |
| 10 | プリティフェイス                            | 連載 | 週刊少年ジャンプ 2002年24号 - 2003年28号 | P     | 交通事故と整形手術と誤解の結果、ヒロインの双子の姉と 入れ替わり生活を送る事になってしまった少年の物語                 |
| 11 | プリティフェイス番外編 逃げて走って修学旅行 | 読切 | WJ増刊赤マルジャンプ 2003SUMMER          | P6    | 後日談。修学旅行中の那須温泉での話                                                                                    |
| 12 | 桐野佐亜子と仲間たち                        | 読切 | 週刊少年ジャンプ 2004年19・20号          | 短3-4 | 原作：二戸原太輔。超能力「天啓」を悪用する犯罪者達と、 それと対決する個人事務所の物語                                 |
| 13 | し〜もんき〜                                | 読切 | WJ増刊赤マルジャンプ 2004SUMMER          | 短3-2 | 孤島の研究所を舞台にしたラブコメディ                                                                                  |
| 14 | Snow in the Dark                            | 読切 | WJ増刊赤マルジャンプ 2004WINTER          | 短3-3 | 童話『白雪姫』を元にしたダークファンタジー                                                                            |
| 15 | MP0                                         | 読切 | 週刊少年ジャンプ 2005年03・04合併号      | 短3-1 | 「エム×ゼロ」のプロトタイプ作品                                                                                       |
| 16 | エム×ゼロ                                   | 連載 | 週刊少年ジャンプ 2006年23号 - 2008年25号 | M     | 魔法が使えない事を隠し、魔法学校に通う主人公の奮闘を描いた 学園コメディ                                               |
| 17 | ドキドキSUMMER BEACH                        | 読切 | WJ増刊赤マルジャンプ 2008SUMMER          | －    | 沖縄へ修学旅行に来た男女のラブコメディ。袋とじオールカラー8P                                                          |
| 18 | 赤ずきんエリーザ                            | 読切 | WJ増刊赤マルジャンプ 2009SPRING          | －    | 童話『赤ずきん』を元にした艶笑コメディ                                                                                |
| 19 | L∞P                                         | 読切 | ジャンプスクエア 2009年8月号             | －    | 同じ運命を繰り返す男の奇妙な物語                                                                                      |
| 20 | ゴースト・ジム                              | 読切 | WJ増刊ジャンプNEXT! 2010SUMMER           | －    | 19世紀を舞台にしたマッド・サイエンティストとメイドの ドタバタコメディ                                                 |
| 21 | 鏡の国の針栖川                              | 連載 | 週刊少年ジャンプ 2011年31号 - 2012年10号 | か    | 呪いの鏡に閉じ込められてしまった男の不思議な恋愛物語。 連載終了直後に番外編が掲載されたが作者判断により単行本未収録   |
| 22 | ヴェツノバ                                  | 読切 | 週刊ヤングジャンプ 2013年7号             | －    | 初の青年誌向け作品。SNSをモチーフにしたVR漫画                                                                         |
| 23 | ぶらんにゅー SCHOOL DAY                     | 読切 | 週刊少年ジャンプ2013年21号               | －    | 中学時代までモテなかった男女2人の「高校デビュー」物語                                                                 |
| 24 | WHITE東京                                   | 読切 | ジャンプLIVE 2号                         | －    | 記録的な豪雪に見舞われた東京を舞台にしたラブコメディ                                                                  |
| 25 | KISS×DEATH                                  | 連載 | 少年ジャンプ+ 2014年1号 - 2018年4月5日   | K     | 地球人に寄生し潜伏する宇宙犯罪者との戦いを描くSFラブサスペンス                                                        |
| 26 | きるる KILL ME                              | 連載 | 少年ジャンプ+ 2020年2月23日 - 連載中     | き    | 美少女暗殺者に恋をした主人公は驚くべき行動に出る。 先が読めない展開の極限ラブコメディ(58話より2025年現在、長期休載中) |

### 単行本
書誌情報の詳細などについてはリンク先の各記事を参照。
- いずれも集英社の〈ジャンプ・コミックス〉より新書判で発行。
- デフォルトでの表記は初巻の発行順とし、短編集については最後にまとめた。
- 「略」欄は上記#漫画作品の収録欄で用いている略号を示す。

|  | 連載作品 |  | 短編集 |

|   | 書名                             | 発行年          | 巻 | 注記                 | 略  |
| - | -------------------------------- | --------------- | -- | -------------------- | --- |
| 1 | プリティフェイス                 | 2002年 - 2003年 | 6  |                      | P   |
| 2 | エム×ゼロ                        | 2006年 - 2008年 | 10 |                      | M   |
| 3 | 鏡の国の針栖川                   | 2011年 - 2012年 | 3  |                      | か  |
| 4 | KISS×DEATH                       | 2015年 - 2018年 | 7  |                      | K   |
| 5 | きるる KILL ME                   | 2020年 -        | 5  |                      | き  |
| 6 | BLACK CITY 叶恭弘短編集          | 1996年          | 1  | 短編集。初の単行本。 | 短1 |
| 7 | TOKYO ANTS 叶恭弘短編集II        | 2003年          | 1  | 短編集。             | 短2 |
| 8 | Snow in the Dark 叶恭弘短編集III | 2007年          | 1  | 短編集。             | 短3 |

### その他
- MIDNIGHT MAGIC（全7巻・ジャンプ ジェイ ブックス・原作：夢幻） - 挿絵
- ドラゴンボール完全版15巻初版特典「龍珠子供」 - イラストを寄稿
- 超こち亀 - イラストを寄稿
- ボボボーボ・ボーボボ 爆闘ハジケ大戦 - コンピュータゲーム。製作に携わっている。

## 関連人物

### 友人
- 藤崎竜 - 道元と共に藤崎の読切「DIGITALIAN」の制作を手伝った[10]。『WJ』2002年34号の巻末コメントでは叶が藤崎の作品について言及していた
- 道元宗紀 - 共に藤崎の読切「DIGITALIAN」の制作を手伝った[10]

### アシスタント
- 遠藤達哉[11]
- 加地君也[11]
- 道元宗紀[12]
- 芥見下々[13]